# L'Éruption du Vésuve (Volaire, Chicago)
Pour les articles homonymes, voir L'Éruption du Vésuve.
L'Éruption du Vésuve est un tableau réalisé par le peintre français Pierre-Jacques Volaire en 1771. De format horizontal, cette huile sur toile est un paysage nocturne qui représente l'éruption du Vésuve du 14 mai, saisie sur les lieux-mêmes. Observé par des curieux qui apparaissent tels des silhouettes à contre-jour devant une coulée de lave, le phénomène volcanique domine la moitié droite de la composition, l'autre moitié s'ouvrant sur la baie de Naples éclairée par une lune gibbeuse. Achetée en 1978, l'œuvre est conservée à l'Art Institute of Chicago, à Chicago, dans l'Illinois, aux États-Unis.

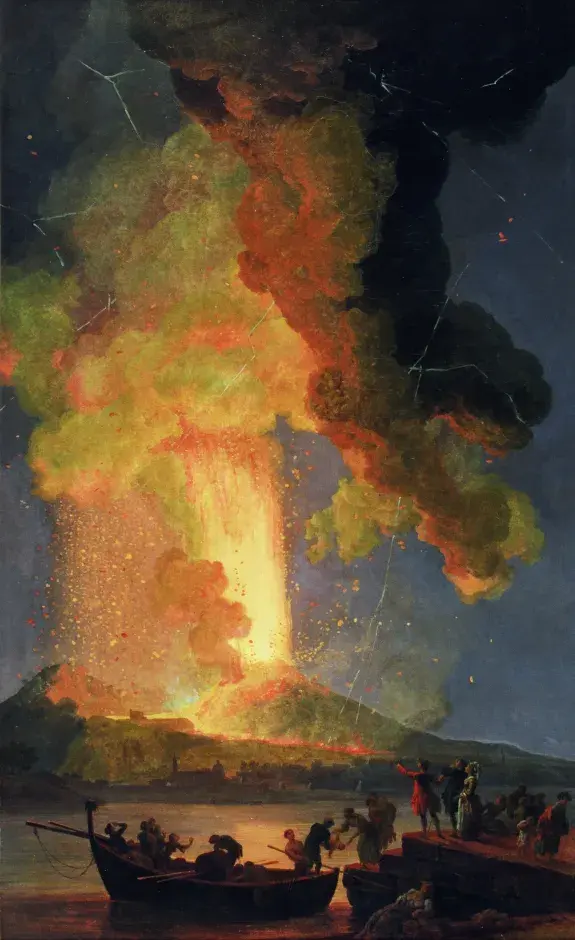
L'Éruption du Vésuve, vers 1771 – Musée des Beaux-Arts de Brest, Brest.